# Chiesa di San Gemignano (Massa)
La chiesa di San Gemignano è un edificio di culto cattolico situato nella frazione massese di Antona, in provincia di Massa-Carrara. La chiesa è sede dell'omonima parrocchia del vicariato di Massa della diocesi di Massa Carrara-Pontremoli.
All'interno sono da segnalare i resti di un polittico di primo Quattrocento e la pala in terracotta invetriata con la Madonna in trono e santi di Benedetto Buglioni.

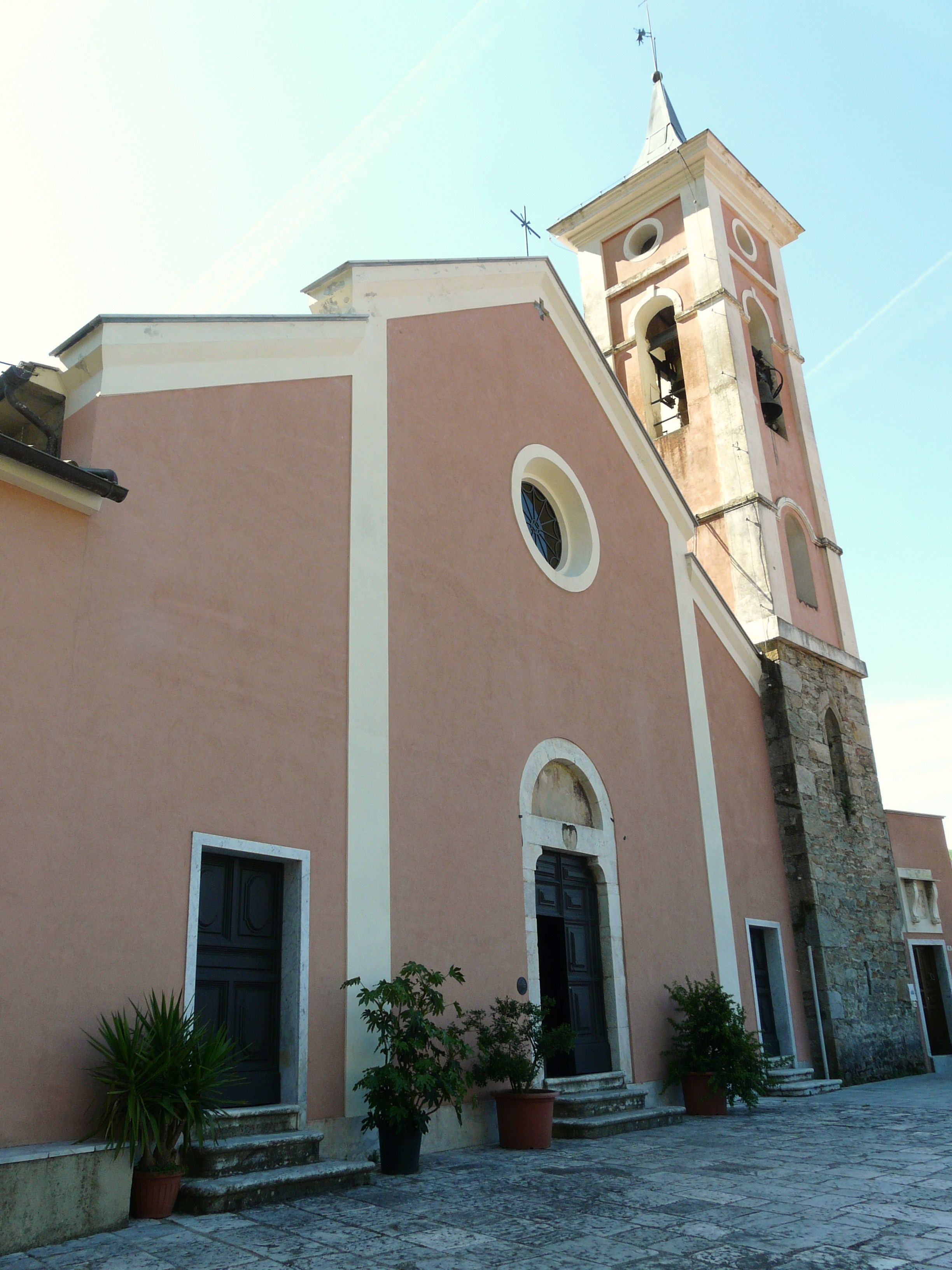
Esterno